# World Series of Poker Asia Pacific 2014
Die World Series of Poker Asia Pacific 2014 war die zweite Austragung der World Series of Poker im asiatisch-pazifischen Raum. Sie fand vom 2. bis 18. Oktober 2014 wie im Vorjahr im Crown Casino in Melbourne statt.

## Turniere

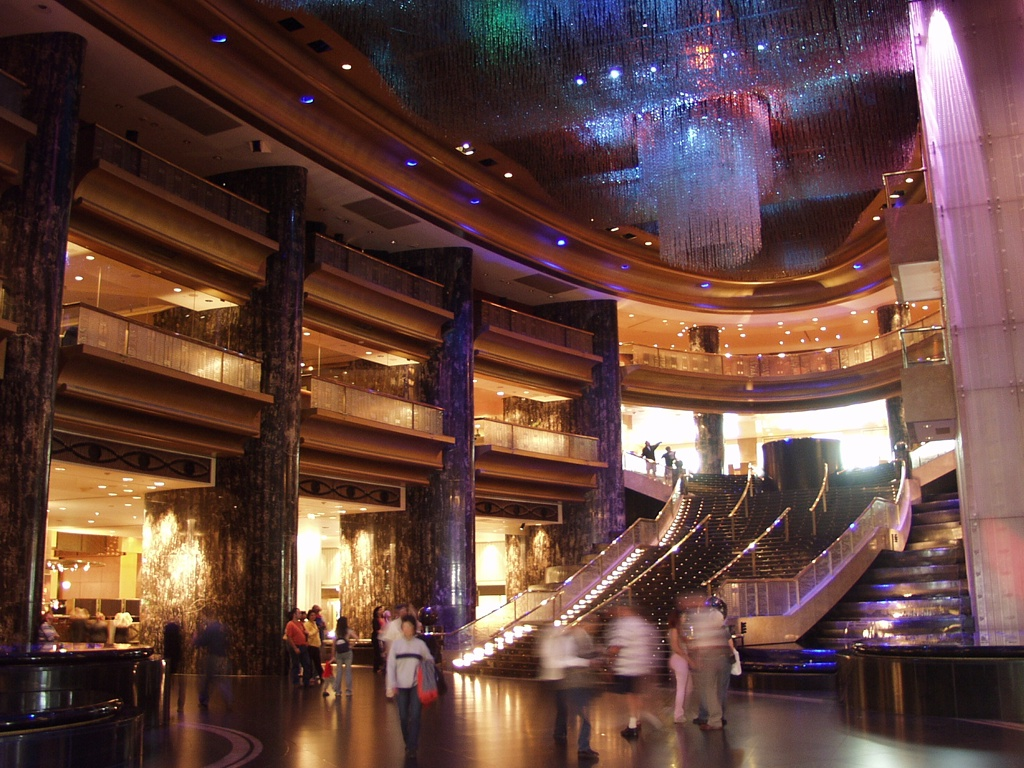
Alle Turniere wurden im Crown Casino ausgetragen

### Struktur
Es standen zehn Pokerturniere auf dem Turnierplan, wovon sechs in der Variante No-Limit Hold’em, zwei in Pot Limit Omaha sowie zwei in der gemischten Variante 8-Game gespielt wurden. Der Buy-in lag zwischen 1100 und 25.000 Australischen Dollar. Für einen Turniersieg bekamen die Spieler neben dem Preisgeld ein Bracelet.

### Turnierplan
Im Falle eines mehrfachen Braceletgewinners gibt die Zahl hinter dem Spielernamen an, das wievielte Bracelet in diesem Turnier gewonnen wurde.
| #  | Buy-in (in A$) | Turnier                                    | Turnierbeginn | Teilnehmer | Sieger             | Herkunft           | Preisgeld (in A$) |
| -- | -------------- | ------------------------------------------ | ------------- | ---------- | ------------------ | ------------------ | ----------------- |
| 1  | 01.100         | Accumulator No-Limit Hold’em               | 2. Okt. 2014  | 611        | Luke Brabin        | Australien         | 131.365           |
| 2  | 02.200         | No-Limit Hold’em                           | 4. Okt. 2014  | 215        | Junzhong Loo       | Malaysia           | 107.500           |
| 3  | 01.650         | Pot-Limit Omaha                            | 5. Okt. 2014  | 123        | Jeff Lisandro (6)  | Australien         | 051.660           |
| 4  | 01.650         | Terminator No-Limit Hold’em                | 6. Okt. 2014  | 250        | Scott Calcagno     | Australien         | 067.245           |
| 5  | 05.000         | Pot-Limit Omaha                            | 7. Okt. 2014  | 080        | Sam Higgs          | Australien         | 127.843           |
| 6  | 01.650         | Dealers Choice – 8 Game Mix                | 8. Okt. 2014  | 089        | Rory Young         | Australien         | 042.720           |
| 7  | 02.200         | 6-Handed No-Limit Hold’em                  | 9. Okt. 2014  | 243        | Alexander Antonios | Australien         | 128.784           |
| 8  | 05.000         | Mixed Event – 8-game Mix                   | 10. Okt. 2014 | 048        | George Danzer (3)  | Deutschland        | 084.600           |
| 9  | 10.000         | Main Event Championship – No-Limit Hold’em | 12. Okt. 2014 | 329        | Scott Davies       | Vereinigte Staaten | 850.136           |
| 10 | 25.000         | High Roller No-Limit Hold’em               | 15. Okt. 2014 | 068        | Mike Leah          | Kanada             | 600.000           |

### Main Event

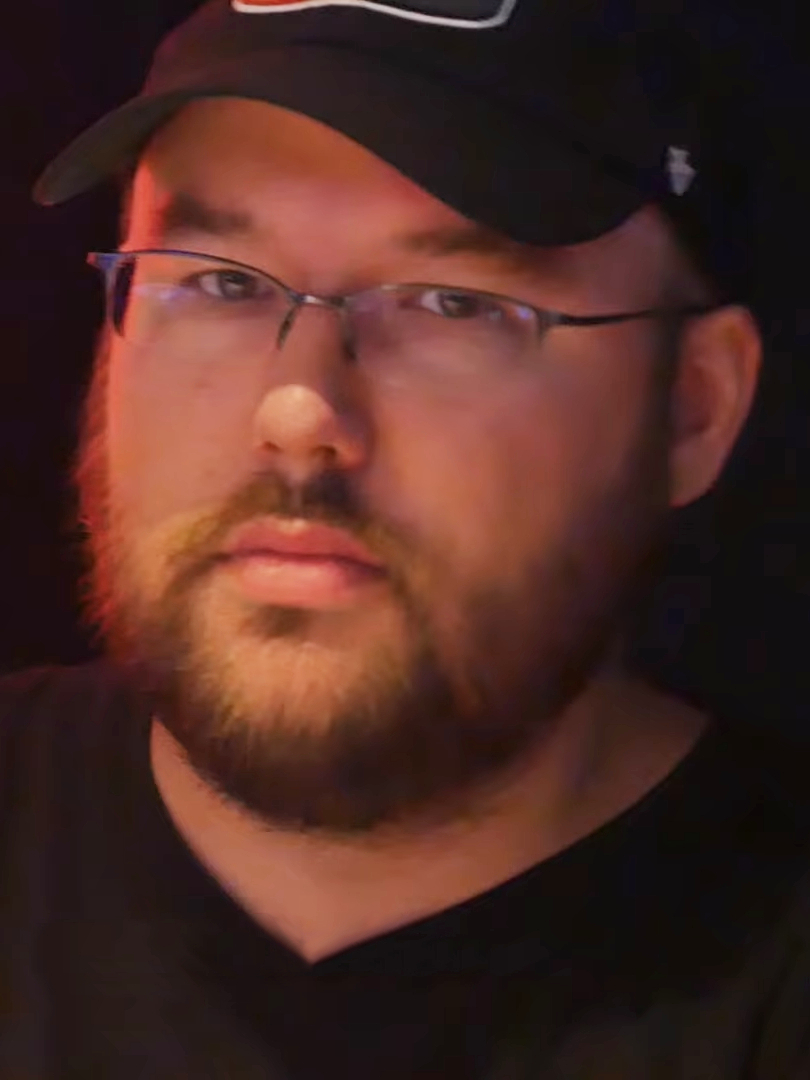
Scott Davies (2017)

Das Main Event wurde vom 12. bis 18. Oktober 2014 gespielt. Die finale Hand gewann Davies mit 6♦ 6♠ gegen Salters Q♣ 10♣.
| Platz | Herkunft               | Spieler         | Preisgeld (in A$) |
| ----- | ---------------------- | --------------- | ----------------- |
| 1     | Vereinigte Staaten     | Scott Davies    | 850.136           |
| 2     | Vereinigtes Konigreich | Jack Salter     | 516.960           |
| 3     | Taiwan                 | Henry Wang      | 343.805           |
| 4     | Vereinigte Staaten     | Kyle Montgomery | 231.287           |
| 5     | Vereinigte Staaten     | Frank Kassela   | 164.089           |
| 6     | Australien             | Angela Italiano | 118.769           |
| 7     | Australien             | Victor Teng     | 087.514           |
| 8     | Australien             | Jason Giuliano  | 067.198           |

## Player of the Year

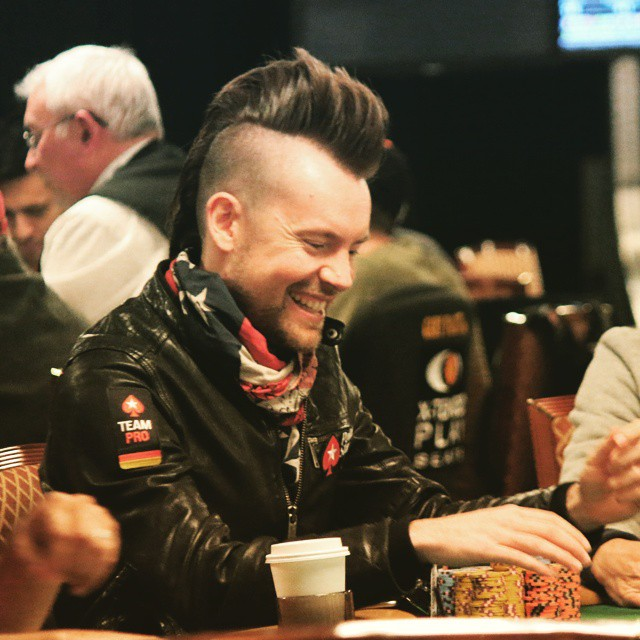
George Danzer (2015)

Die Auszeichnung als Player of the Year erhielt der Spieler, der über alle Turniere hinweg die meisten Punkte sammelte. Das Ranking beinhaltete auch die Turniere der Hauptturnierserie, die vom 27. Mai bis 14. Juli 2014 in Las Vegas ausgespielt wurde. Sieger George Danzer gewann bei der Hauptturnierserie zwei Bracelets sowie ein weiteres in Melbourne. Insgesamt erreichte er fünf Finaltische und platzierte sich zehnmal in den Geldrängen.
| Platz | Herkunft               | Spieler              | Punkte |
| ----- | ---------------------- | -------------------- | ------ |
| 1     | Deutschland            | George Danzer        | 923,50 |
| 2     | Vereinigte Staaten     | Brandon Shack-Harris | 829,20 |
| 3     | Schweden               | Martin Jacobson      | 587,10 |
| 4     | Vereinigte Staaten     | John Hennigan        | 557,88 |
| 5     | Kanada                 | Daniel Negreanu      | 519,08 |
| 6     | Vereinigte Staaten     | Scott Davies         | 469,40 |
| 7     | Deutschland            | Ismael Bojang        | 467,91 |
| 8     | Vereinigte Staaten     | Daniel Colman        | 452,40 |
| 9     | Vereinigte Staaten     | Justin Bonomo        | 449,63 |
| 10    | Vereinigtes Konigreich | Richard Ashby        | 413,55 |